# Anne Ferris
Anne Ferris (irisch Áine Ní Fhearghuis; * 24. September 1954 in Crumlin (Dublin), Irland) ist eine irische Politikerin der Irish Labour Party, für die sie von 2011 bis 2016 als Teachta Dála im Dáil Éireann, dem Unterhaus des Oireachtas, saß.

## Leben
Ferris schloss in Frauenstudien am St Patrick’s College, Maynooth, ab. 1999 wurde sie in den Stadtrat von Bray gewählt, 2003 auch in den Wicklow County Council gewählt. In beiden Räten verblieb sie bis 2009. Bei den Wahlen zum Dáil Éireann 2011 konnte sie im Wahlkreis Wicklow einen Sitz im Dáil Éireann erringen. Nachdem sie bei den Wahlen 2016 ihren Sitz wieder verloren hatte, wurde sie 2019 wieder in den Wicklow County Council gewählt. Den Sitz musste sie aber 2024 wieder abgeben.

## Privates
Ann Ferris ist mit John Nolan verheiratet.